# Oldenlandia lactea
Oldenlandia lactea là một loài thực vật có hoa trong họ Thiến thảo. Loài này được (Willd.) DC. mô tả khoa học đầu tiên năm 1830.